# Аннобур
Аннобур (пол. Annobór) — село в Польщі, у гміні Любартів Любартівського повіту Люблінського воєводства.
Населення — 313 осіб (2011).

## Демографія
Демографічна структура станом на 31 березня 2011 року:
|          | Загалом | Допрацездатний вік | Працездатний вік | Постпрацездатний вік |
| -------- | ------- | ------------------ | ---------------- | -------------------- |
| Чоловіки | 161     | 47                 | 100              | 14                   |
| Жінки    | 152     | 34                 | 79               | 39                   |
| Разом    | 313     | 81                 | 179              | 53                   |